# Middleberg (Oklahoma)
Middleberg (o Middleburg) és una comunitat no-incorporada al Comtat de Grady, Oklahoma, Estats Units, localitzada prop de la U.S. Ruta 62 entre Blanchard i Chickasha.
A Middleberg hi havia una estació del Ferrocarril Central d'Oklahoma, però des de la desaparició del ferrocarril, s'ha convertit en una comunitat rural.
D'acord amb els locals, el nom de la comunitat pot tenir dues explicacions diferents: o bé per la seva ubicació a mig (en anglès: middle) camí entre Blanchard i Ckickasha o bé en honor a Gerritt Middleberg, un inversor neerlandès del Ferrocarril Central d'Oklahoma.
Els estudiants de la comunitat tenen la possibilitat d'assistir a l'escola local fins a vuitè curs, a partir del qual han d'anar a Blanchard, situat a 8 quilòmetres (5 milles).